# Orange Sky Golden Harvest
«Orange Sky Golden Harvest» (в перекладі «золотий урожай помаранчевого неба»; кит. трад.: 橙天嘉禾娛樂集團有限公司; єл.: Cháangtīn Gāwòh Yùhlohk Jaahptyùhn Yáuhhaahn Gūngsī), раніше відома як «Golden Harvest» — гонконгська кінокомпанія, що займається виробництвом, поширенням і прокатом кінопродукції. «Golden Harvest» прославилася як компанія, що відкрила Брюса Лі, Джекі Чана й багатьох інших гонконгських майстрів східних одноборств.

## Історія компанії
Компанію «Golden Harvest» заснували 1970 року продюсери Реймонд Чоу і Леонард Хо. Чоу та Хо покинули провідну тоді гонконзьку студію «Shaw Brothers» щоб заснувати «Golden Harvest». Кінокомпанія «Golden Harvest» відразу зробила ставку на незалежних продюсерів і режисерів, надавши їм свободу творчості. Так в 1971 році в «Golden Harvest» прийшов Чи Брюс, що відхилив стандартний контракт «Shaw Brothers». У 1973 році «Golden Harvest» стала першою гонконзькою кінокомпанією, що вступила в партнерство із західними студіями: це трапилося при зйомках фільму «Вихід дракона», випущеного «Warner Brothers». З кінця 1970-х і до початку 1990-х «Golden Harvest» була провідною кінокомпанією Гонконгу. Особливий успіх в 1980-х роках компанії принесло продюсирування фільмів Джекі Чана — азійського рекордсмена по зборах з прокату. Останнім фільмом Джекі Чана в «Golden Harvest» був «Хто я?» (1998). Зараз найкращі дні «Golden Harvest» минули, компанія випускає всього по п'ять фільмів на рік.